# Timia testacea
Timia testacea är en tvåvingeart som beskrevs av Josef Aloizievitsch Portschinsky 1891. Timia testacea ingår i släktet Timia och familjen fläckflugor. Inga underarter finns listade i Catalogue of Life.